# Nomia granulata
Nomia granulata är en biart som beskrevs av Joseph Vachal 1903. Nomia granulata ingår i släktet Nomia och familjen vägbin. Inga underarter finns listade i Catalogue of Life.